# Olav Scheflo
Olav Scheflo, född 9 september 1883 i Steinkjer, död 25 juni 1943, var en norsk socialistisk politiker.
Scheflo var medlem i Det Norske Arbeiderparti från 1905 och efter ryska revolutionen 1917 blev han kommunist. Men han var kritisk mot Stalinismens framväxt i Ryssland och lämnade kommunistpartiet 1928 och återvände till det socialdemokratiska Arbeiderpartiet 1929.
På 1930-talet hjälpte Scheflo den utvisade Trotskij att få leva i exil i Norge 1935–1936, och även om han försvarade Trotskij blev han aldrig aktiv trotskist.